# Kastja
Kastja (Duits: Kastiaso) is een plaats in de Estlandse gemeente Lääne-Nigula, provincie Läänemaa. De plaats heeft de status van dorp (Estisch: küla).
Tot in oktober 2017 hoorde Kastja bij de gemeente Kullamaa. In die maand werd Kullamaa bij de fusiegemeente Lääne-Nigula gevoegd.

## Bevolking
Het dorp had 5 inwoners op 31 december 2011 en 18 inwoners op 31 december 2021.

## Ligging
De rivier Kasari stroomt door Kastja. Bij Kastja ligt het natuurgebied Käntu-Kastja hoiuala (12,3 km²).

## Geschiedenis
In het begin van de zestiende eeuw stond het dorp bekend als Kastya. Het lag op het landgoed van Kattentack (Päri). In 1583 stond het dorp bekend als Casteykell, in 1689 als Casteby, in 1782 als Kasja en in 1798 als Kastja. De Duitse naam Kastiaso dook pas op in 1913.
In 1977 werd het buurdorp Jõeääre bij Kastja gevoegd.